# Opius nadus
Opius nadus är en stekelart som beskrevs av Papp 1985. Opius nadus ingår i släktet Opius och familjen bracksteklar. Inga underarter finns listade i Catalogue of Life.